# Cees Flinterman
Cornelis „Cees“ Flinterman (* 3. November 1940 in Den Haag) ist ein niederländischer Rechtswissenschaftler und ehemaliger Hochschullehrer.

## Leben und Wirken
Flinterman studierte Rechtswissenschaften an der Universität Leiden, wo er 1969 den Magistergrad erreichte. Dem schloss er ein postgraduales Studium an der University of Virginia an, wo er 1971 den Master of Laws erwarb. Nach seiner Rückkehr an die Universität Leiden war er dort bis 1978 als Dozent tätig, unterbrochen nur durch eine zweijährige Gastdozentur mit Forschungsaufenthalt an der Universität von Ghana von 1974 bis 1976. Von 1979 bis 1981 arbeitete Flinterman im niederländischen Außenministerium. 1981 wurde Flinterman mit einer von Tim Koopmans betreuten Arbeit über die Act-of-State-Doktrin von der Universität Leiden zum Dr. iur. promoviert. Ab 1982 hatte Flinterman einen Lehrstuhl für internationales Recht und Verfassungsrecht an der Universität Maastricht inne. Von 1984 bis 1986 war er Dekan der Maastrichter rechtswissenschaftlichen Fakultät. 1997 leitete er eine Mission der UNPO in Tibet. 1998 wechselte er an die Universität Utrecht auf einen Lehrstuhl für Völkerrecht, wo er zugleich Direktor des niederländischen Instituts für Menschenrechte wurde. 2007 wurde er emeritiert. Von 2003 bis 2010 war er zudem Mitglied im UN-Ausschuss für die Beseitigung der Diskriminierung der Frau (CEDAW).
Flintermans Forschungsschwerpunkte liegen im Völkerrecht und im internationalen Schutz der Menschenrechte, insbesondere im Schutz von Minderheiten und benachteiligten Bevölkerungsgruppen, vor allem in Afrika.

## Schriften (Auswahl)
- De Act of State doctrine: een rechtsvergelijkende studie naar de plaats van de Act of State doctrine in het Amerikaanse en Nederlandse recht. Universitätsverlag, Leiden 1981 (niederländisch, Dissertation).
- mit Munyonzwe Hamalengwa und E.V.O. Danka: The International Law of Human Rights in Africa: Basic Documents and Annotated Bibliography. M. Nijhoff, Doredrecht 1988, ISBN 978-90-247-3587-7 (englisch).
- mit Malgosia Fitzmaurice: Interactions between International and Municipal Law. T.M.C. Asser Instituut, Den Haag 1993, ISBN 90-6704-072-X (englisch).
- mit Willem van Genugten: Niet-statelijke actoren en de rechten van de mens. Boom Uitgeverij, Den Haag 1993, ISBN 90-5454-410-4 (niederländisch).